# Hassan Haskins
Hassan Askiali Haskins Jr. (St. Louis, 26 novembre 1999) è un giocatore di football americano statunitense che milita nel ruolo di running back per i Los Angeles Chargers della National Football League (NFL).

## Carriera

### Tennessee Titans
Al college Haskins giocò a football a Michigan. Fu scelto nel corso del quarto giro (131º assoluto) del Draft NFL 2022 dai Tennessee Titans. Il 29 dicembre, al posto dell'infortunato Derrick Henry, corse 12 volte per 40 yard e ricevette 2 passaggi per 13 yard nella sconfitta del penultimo turno per 27-13 contro i Dallas Cowboys. La sua stagione da rookie si concluse con 93 yard corse su 25 tentativi in 15 presenze, di cui una come titolare.

### Los Angeles Chargers
Il 28 agosto 2024 Haskins firmò con i Los Angeles Chargers.